# Каначадзе, Григорий Иванович
Григорий Иванович Каначадзе (15 ноября 1903, с. Ласуриаши, Лечхумский уезд, Кутаисская губерния — ?) — советский военачальник, полковник (16 июня 1942), участник Великой Отечественной войны.

## Биография
В апреле 1921 года вступил в ряды Рабоче-крестьянской Красной армии и проходил учёбу в Грузинской военной школе курсантов. По окончании учёбы служил командиром взвода в 3-м Грузинском стрелковом полку. В 1927 году окончил курсы «Выстрел». С апреля 1933 года исполнял должность начальника штаба 5-го Грузинского стрелкового полка 2-й Грузинской стрелковой дивизии. По окончании учёбы в Военной академии РККА им. М. В. Фрунзе, в июня 1939 года был назначен временным начальником штаба 109-й стрелковой дивизии 12-го стрелкового корпуса Забайкальского военного округа.
В феврале 1941 года исполнял должность начальника штаба 103-й моторизованной дивизии, и в начале Великой Отечественной войны в составе 24-й армии воевал на восточном берегу Днепра. В июле 1941 года был назначен начальником штаба 91-й стрелковой дивизии, с которой принимал участие в Духовщинской операции. Дивизия участвовала в Вяземской операции, в ходе которой Каначадзе был вынужден принять командование на себя, так как командир дивизии И. А. Волков пропал без вести.
28 октября 1941 года он был назначен командиром 151-й мотострелковой бригадой 5-й армии и участвовал в битве за Москву.
17 февраля 1942 года был назначен командиром 415-й стрелковой дивизии и в составе 43-й армии участвовал в Ржевско-Вяземской стратегической наступательной операции. В ходе боя на западном берегу реки Угра, он был ранен. После госпиталя в августе временно исполнял должность командира 290-й стрелковой дивизии 10-й армии, а затем 9 ноября был назначен командиром 342-й стрелковой дивизии. Дивизия входила в состав 61-й армии. В результате сражения в деревне Кунцево был вновь контужен. После того, как был выписан из госпиталя в Туле, исполнял должность начальника Отдела укреплённых районов в составе 61-й армии Брянского фронта. Вместе с ней принимал участие в Орловской, Брянской и Ленинградско-Новгородской наступательных операциях.
После войны работал преподавателем в Военную академию им. М. В. Фрунзе.
5 ноября 1959 года был уволен в запас.

## Награды[1]
- Орден Ленина
- 3 Ордена Красного Знамени
- Орден Отечественной войны I степени[2]
- Медаль «За оборону Москвы»
- Медаль «За победу над Германией в Великой Отечественной войне 1941—1945 гг.».